# Musée du Prieuré (Harfleur)
Le musée du Prieuré est un musée situé dans la commune française de Harfleur dans la Seine-Maritime, en Normandie.

## Bâtiment
Les façades et les toitures sont classées au titre des monuments historiques par arrêté du 6 mai 1959. 

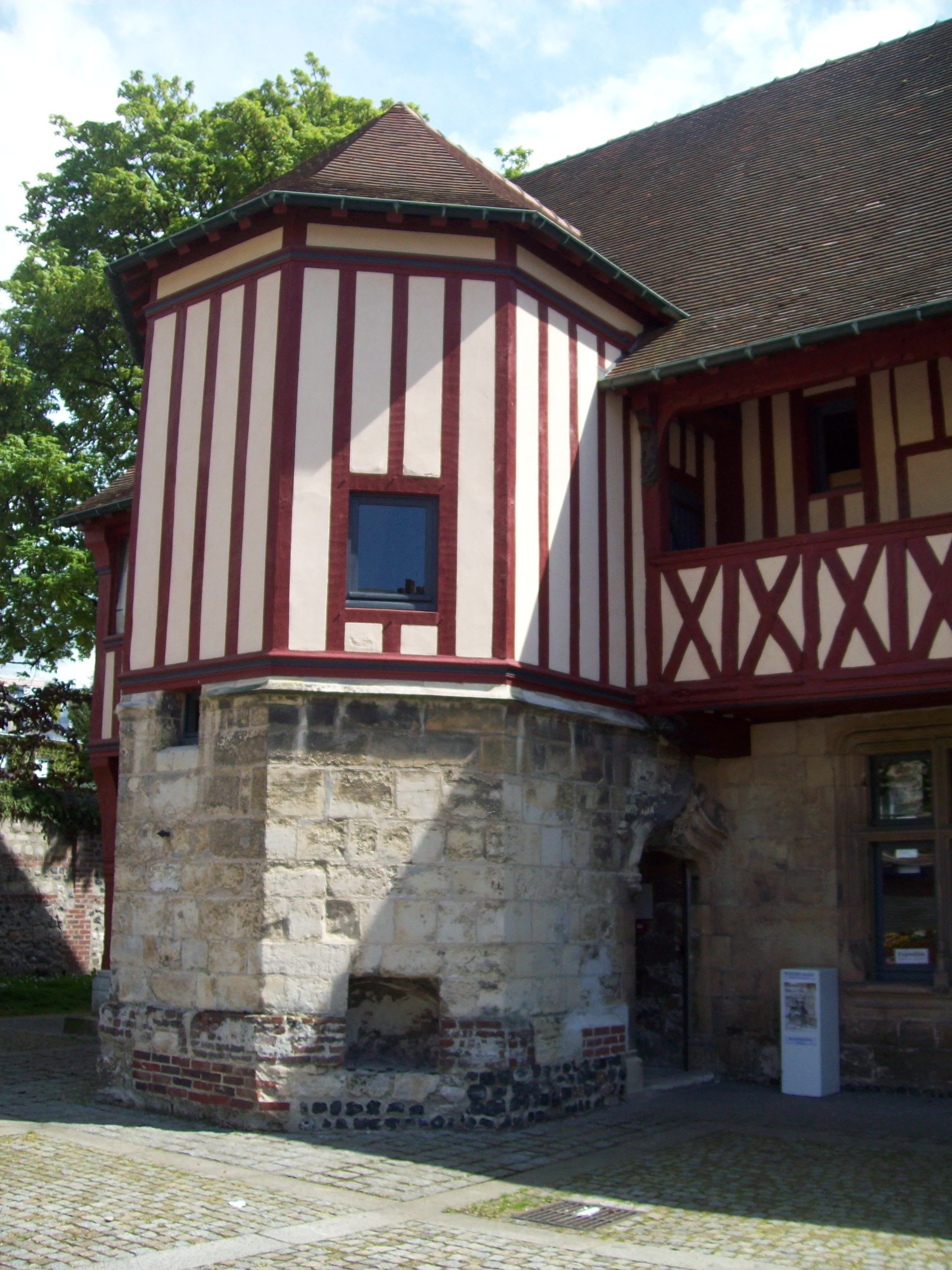
Tour de la façade principale.
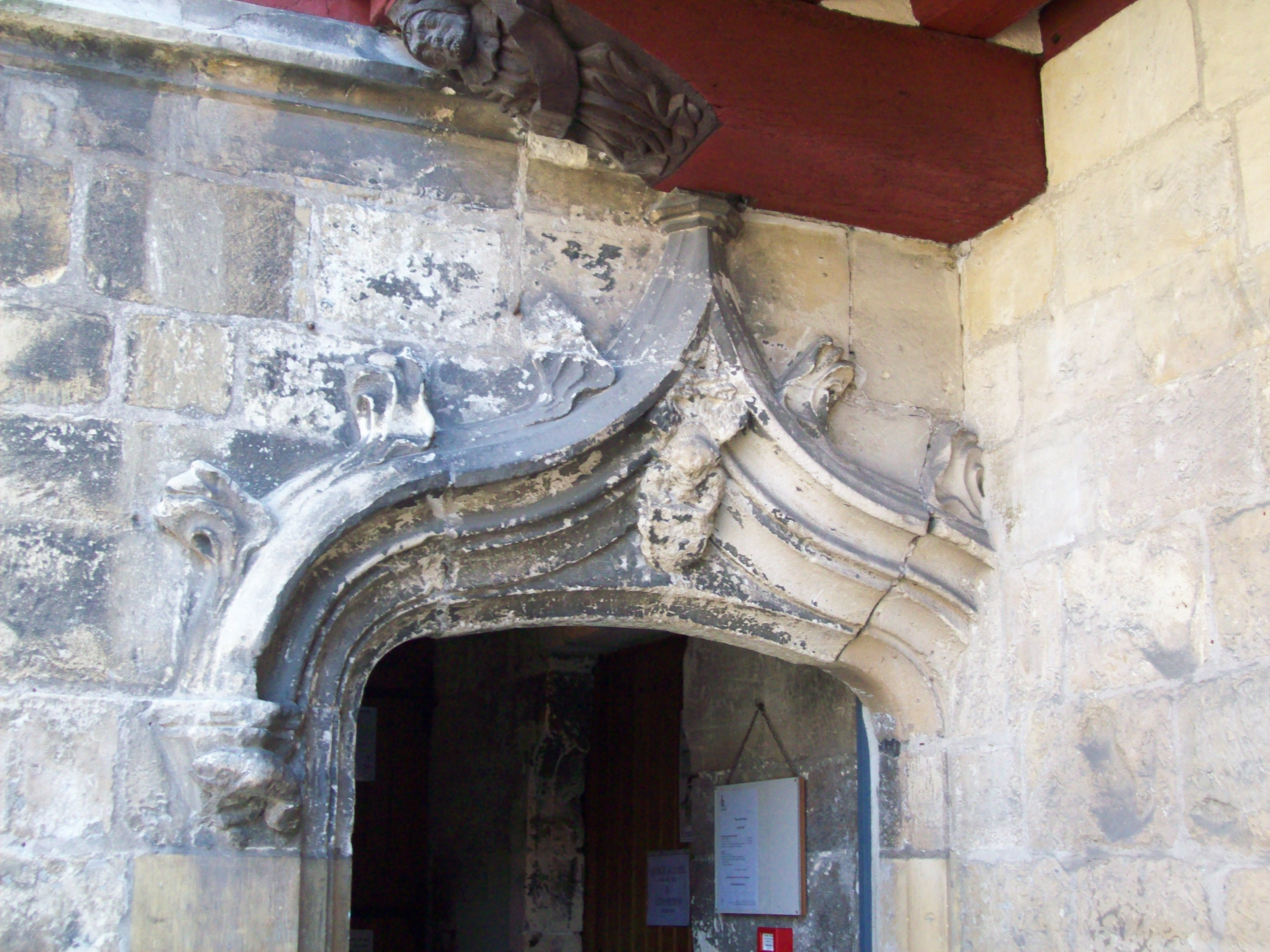
Détail de l’entrée.
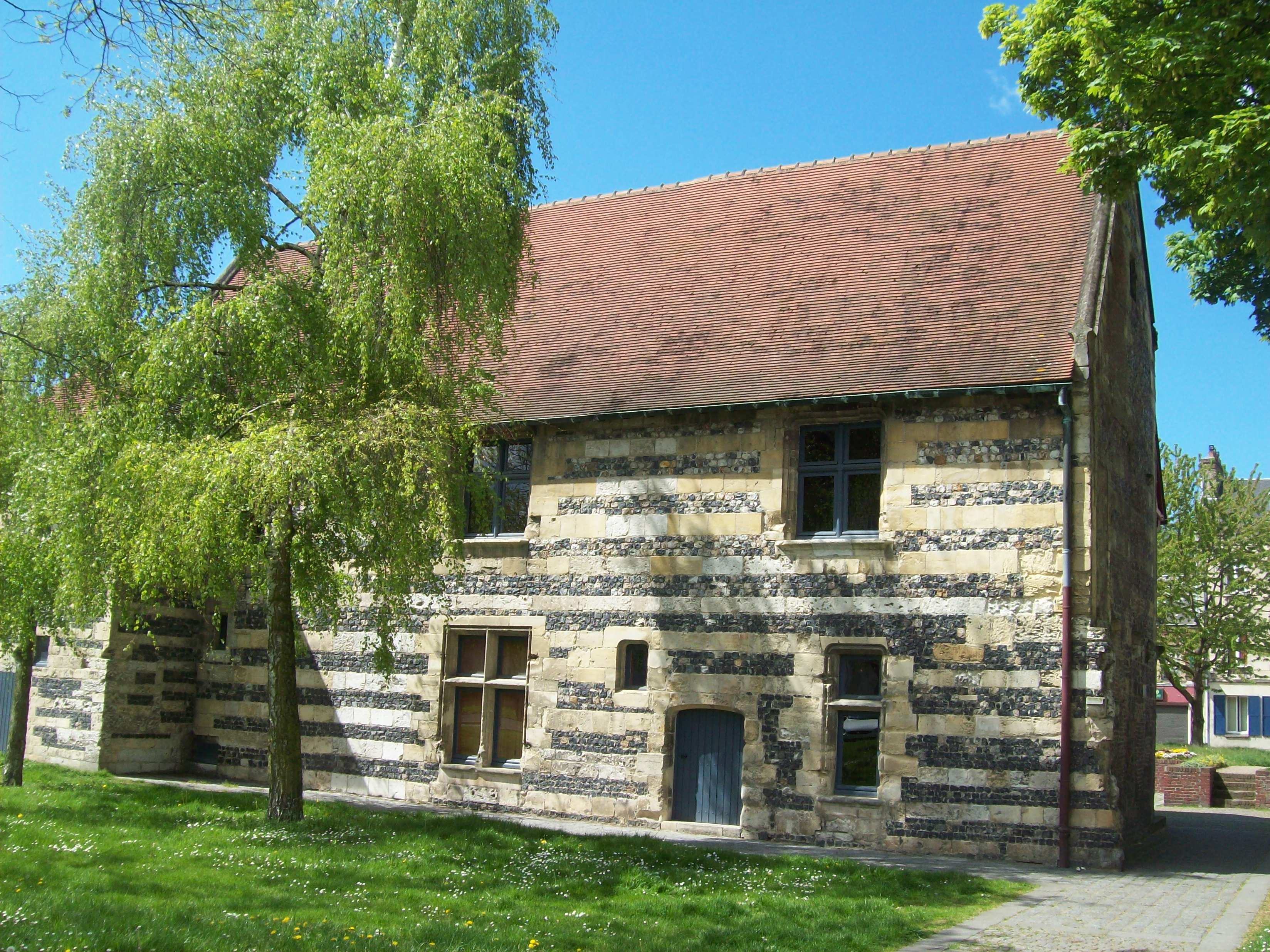
Façade arrière.

Le prieuré ou ancien hôtel des Portugais (ancienne auberge du Moyen Âge) abrite un musée d'archéologie et d'histoire, le musée du Prieuré.

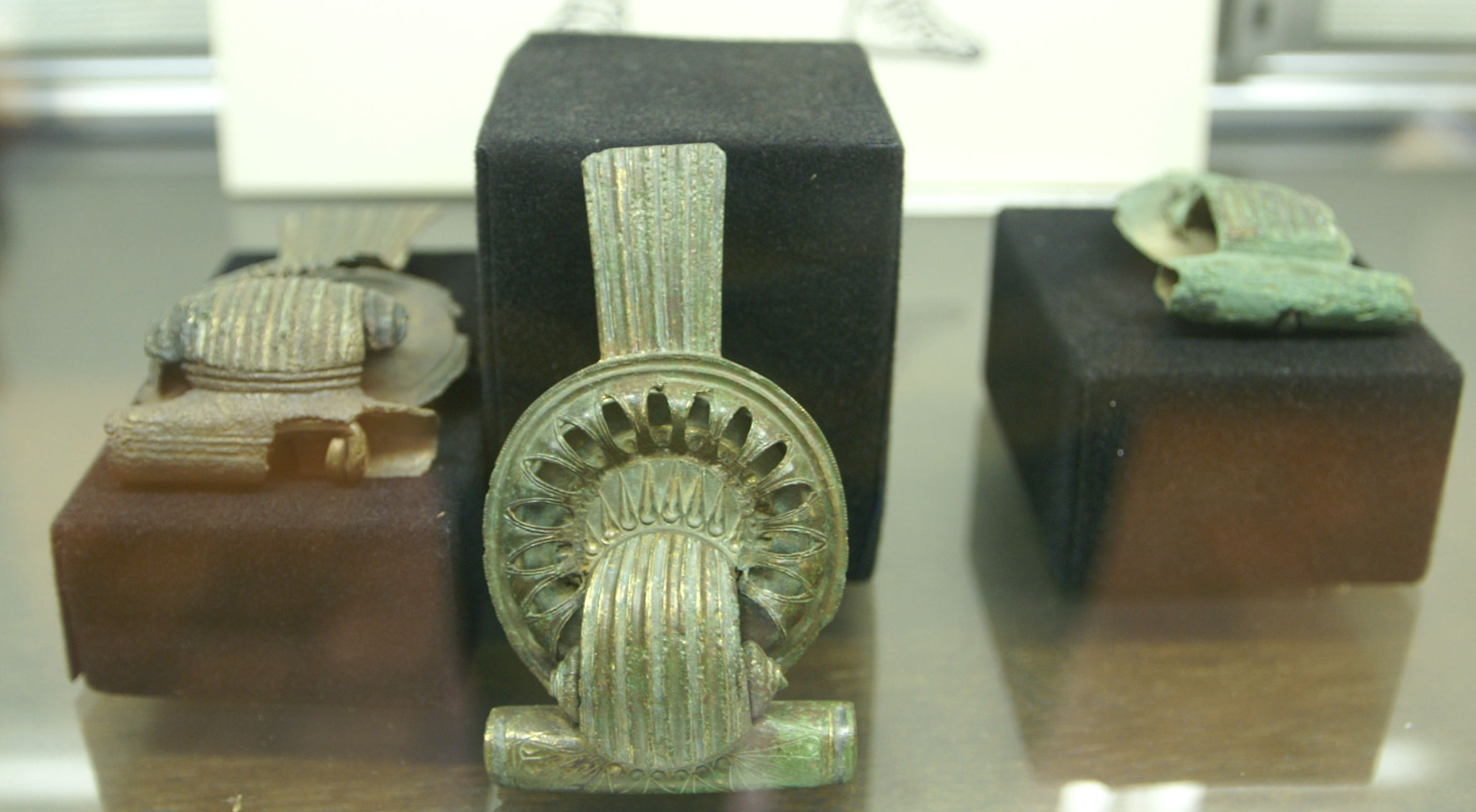
Fibules, dites « à queue de paon », Mont Cabert, Ier siècle
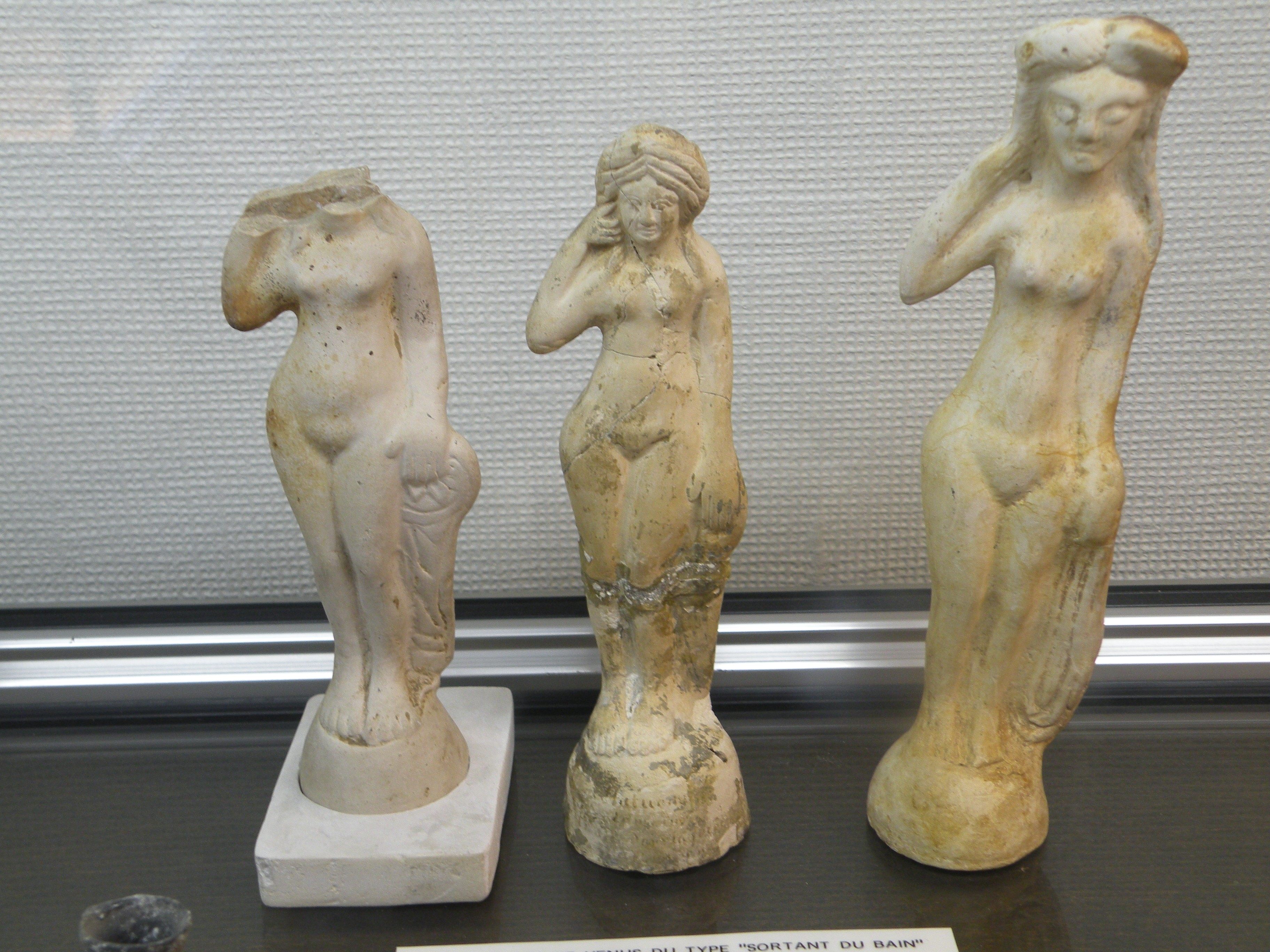
Trois statuettes de Venus « sortant du bain », mont Cabert à Harfleur, Ier siècle
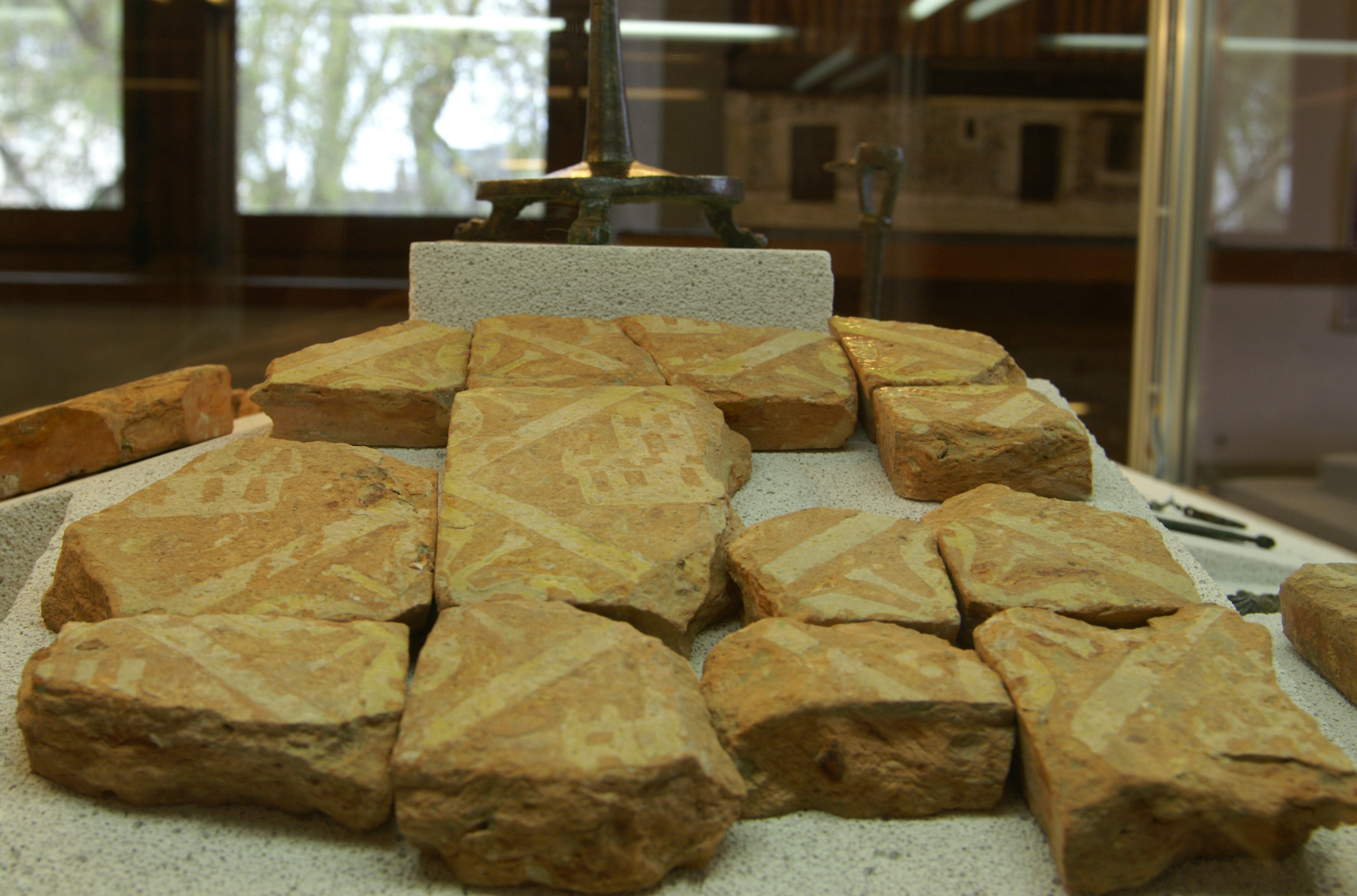
Fragments de pavés du XVe siècle, décor de châteaux et de soleils, découverts lors des fouilles de la rue Carnot en 1991.